# 三峰山
三峰山（みつみねさん）は、本来は奥秩父山塊にある妙法が岳 (1,332m) 、白岩山 (1,921m) 、雲取山 (2,017m) の三山の総称。
一般的には、三峯神社が在るその頂を三峰山と認識することも多い。これはかつて三峰ロープウェイの三峯神社側の駅が三峰山頂駅と称していたことからもうかがえる。

## 三峯神社がある峰

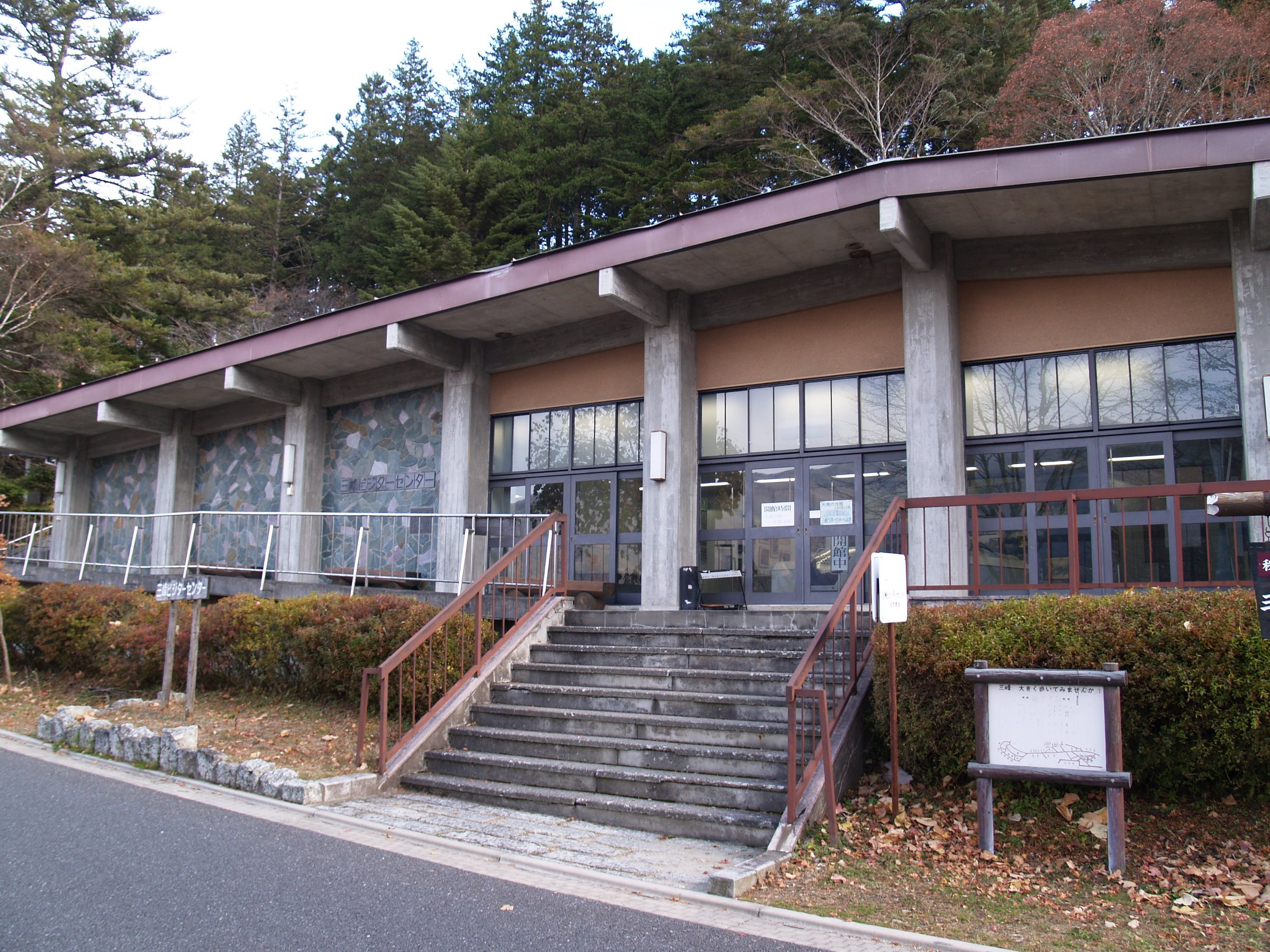
三峰ビジターセンター（2010年11月）

三峯神社が在る場所は、埼玉県秩父市である。古くから参道が整備されており、眺望の良さからハイキングに訪れる観光客も多い。神社周辺に、三峰山博物館、三峰ビジターセンターがある。

## アクセス
三峯神社脇に大型駐車場があり神社参拝以外でも利用できる。
また西武観光バスの路線バスが西武秩父駅・三峰口駅から駐車場まで運行されている。
かつては麓の大輪から山頂まで三峰ロープウェイが運行されていたが、施設老朽化のため2007年（平成19年）で廃止された。

## 雲取山に至る道
三峰ロープウェイの三峰山頂駅から雲取山に至る道は、「三峰・雲取自然研究路」（登山道、約10km）となっている。一帯は霧が多く、野口雨情が「朝にゃ朝霧、夕にゃ狭霧、秩父三峰霧の中」と歌った。

## 周辺にある小屋
- 霧藻ヶ峰休憩所
- 白岩小屋